# Rodrigo López (médico)

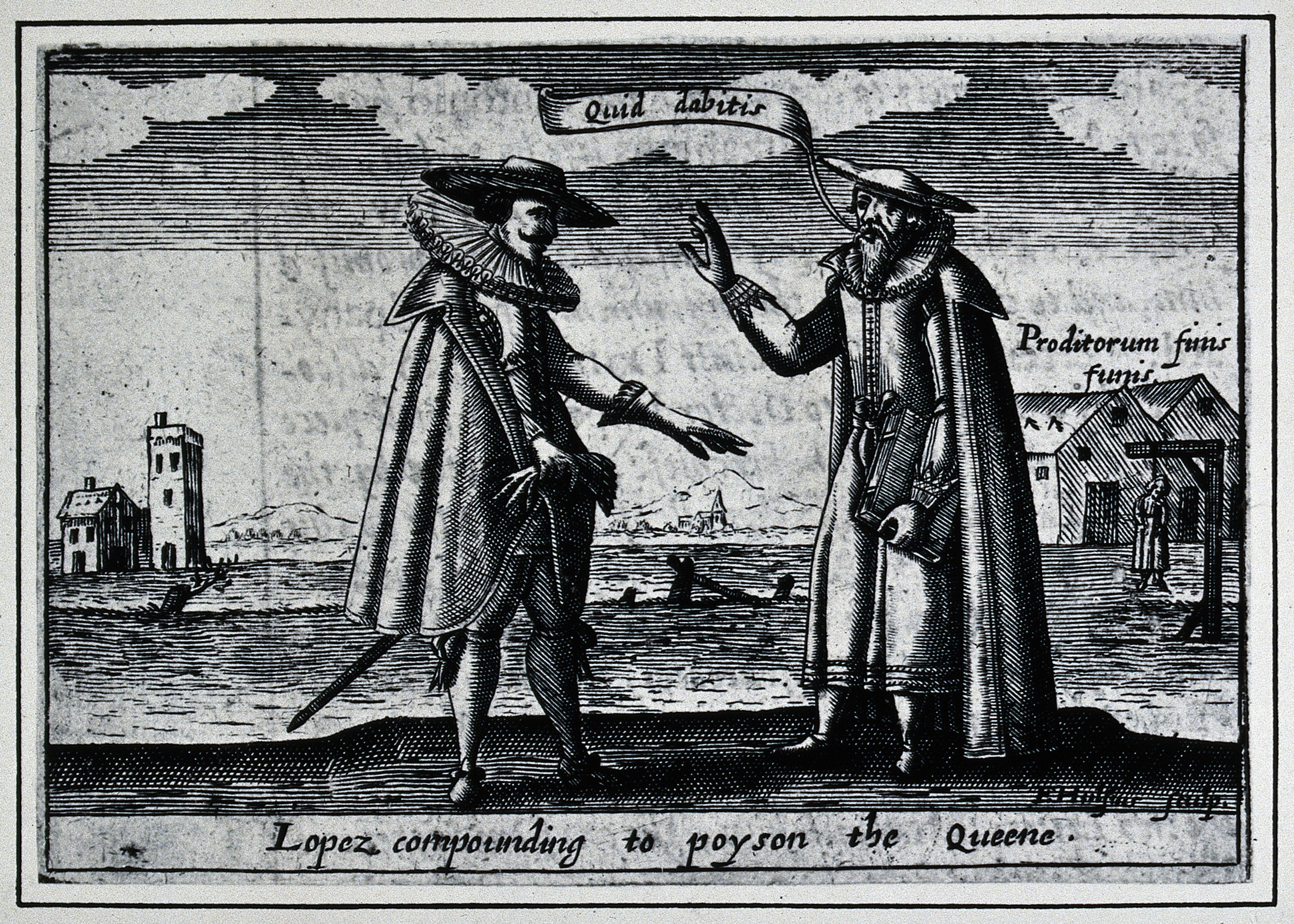
Rodrigo López (a la derecha)

Rodrigo López (Portugal, c. 1525 - Tyburn, 7 de junio de 1594) fue médico de la reina Isabel I de Inglaterra y espía al servicio de ésta, de Felipe II de España y de Antonio, el prior de Crato.
Nacido en Portugal de ascendencia judía, en 1559 se asentó en Inglaterra, donde rápidamente alcanzó prestigio en el ejercicio de la medicina, a pesar de los prejuicios raciales y los celos profesionales de sus colegas de profesión; trabajó en el hospital St. Bartholomew de Londres, colegiado desde 1570 y médico de algunos importantes personajes de la nobleza inglesa, entre ellos Francis Walsingham y Robert Dudley. 
En 1586 fue nombrado jefe médico de la reina Isabel I de Inglaterra, de quien en 1589 consiguió la exclusividad en la importación de anís y zumaque.
En sus años al servicio de Isabel I se vio envuelto en una trama de espionaje en la que Felipe II de España intentó asesinar a la reina inglesa, en el transcurso de la guerra anglo-española de 1585-1604. La conspiración fue descubierta por los servicios de inteligencia de Robert Devereux, II conde de Essex y López fue arrestado y sentenciado a muerte en febrero de 1594, y ejecutado en junio del mismo año.

## Enlaces
- A true report of sundry horrible conspiracies of late time detected to haue (by barbarous murders) taken away the life of the Queenes Most Excellent Maiestie, relación oficial de la conspiración (1594).
- A true report of the detestable treason intended by Dr. Roderigo Lopez, relación de Francis Bacon sobre la conspiración (1657).

- Datos: Q1371847